# Vincenzo Crivello

Vincenzo Crivello (Palermo, 26 aprile 1969) è un attore italiano.

## Biografia
Esordisce come attore nel 1991 con la serie televisiva Per odio per amore, con la regia di Nelo Risi. Ha partecipato a numerose serie televisive, come Distretto di Polizia e Intelligence - Servizi & segreti, nel 2008 e il Sangue dei vinti, nel 2009. Dal 2004 al 2005 è stato nel cast ricorrente della soap opera CentoVetrine, con il ruolo di Fabrizio Bettini.

## Filmografia

### Cinema
- I pavoni, regia di Luciano Manuzzi (1994)
- Le buttane, regia di Aurelio Grimaldi (1994)
- Il cielo è sempre più blu, regia di Antonello Grimaldi (1995)
- Bruno aspetta in macchina, regia di Duccio Camerini (1996)
- Nerolio, regia di Aurelio Grimaldi (1996)
- La guerra è finita, regia di Nina Mimica (1997)
- Marianna Ucrìa, regia di Roberto Faenza (1997)
- La signora del gioco, regia di Anna Brasi (1998)
- Sottovento!, regia di Stefano Vicario (2001)
- Kissing Paul Newman, regia di Fabio Tagliavia (2001)
- Giravolte, regia di Carola Spadoni (2001)
- Una notte blu cobalto, regia di Daniele Gangemi (2009)
- Scontro di civiltà per un ascensore a Piazza Vittorio, regia di Isotta Toso (2010)
- Il delitto Mattarella, regia di Aurelio Grimaldi (2020)

### Televisione
- Per odio, per amore, regia di Nelo Risi – film TV (1991)
- Amiche davvero, regia di Marcello Cesena – film TV (1998)
- Un prete tra noi 2 – serie TV (1999)
- Baldini e Simoni – serie TV (1999)
- Distretto di Polizia 2 – serie TV, 10 episodi (2001)
- Il testimone, regia di Michele Soavi – miniserie TV (2001)
- Le stagioni del cuore, regia di Antonello Grimaldi – miniserie TV (2004)
- La stagione dei delitti – serie TV (2004)
- CentoVetrine, registi vari – soap opera (2004-2005)
- Il capo dei capi, regia di Alexis Sweet ed Enzo Monteleone – miniserie TV (2007)
- Il sangue dei vinti, regia di Michele Soavi – film TV (2009)
- Intelligence - Servizi & segreti – serie TV (2009)
- R.I.S. 5 - Delitti imperfetti – serie TV, 3 episodi (2009)
- Squadra antimafia - Palermo oggi 3 – serie TV, 7 episodi (2011)
- Vi perdono ma inginocchiatevi, regia di Claudio Bonivento – film TV (2012)
- Fuoco amico TF45 - Eroe per amore – serie TV, 3 episodi (2016)
- Romanzo siciliano, regia di Lucio Pellegrini – miniserie TV, episodio 2 (2016)
- Boris Giuliano - Un poliziotto a Palermo, regia di Ricky Tognazzi – miniserie TV (2016)
- Catturandi - Nel nome del padre – serie TV (2016)
- Liberi sognatori - La scorta di Borsellino, regia di Stefano Mordini – film TV (2018)
- Il cacciatore – serie TV, 3 episodi (2018)
- Io, una giudice popolare al Maxiprocesso, regia di Francesco Miccichè – docufilm (2020)
- Meraviglie - La penisola dei tesori [1] – programma TV (2022)
- Il patriarca – serie TV (2023)
- Maria Corleone – serie TV, episodi 1x02-1x03 (2023)
- Màkari – serie TV, episodio 3x03 (2024)
- Se potessi dirti addio, regia di Simona Izzo e Ricky Tognazzi – miniserie TV, 3 episodi (2024)